# Первая Ивуарийская война
Первая Ивуарийская война — гражданская война в Кот-д'Ивуаре в период с 2002 по 2007 год, расколовшая страну на мусульманский север и христианский юг.

## Предпосылки
Гражданская война была следствием ряда событий и процессов, в частности:
- в 1993 году конец 33 лет президентства Феликса Уфуэ-Буаньи поставил народ Кот-д'Ивуара перед необходимостью выбирать дальнейший путь развития страны. Уфуэ-Буаньи был президентом с момента обретения страной независимости, и поэтому политическая система Кот-д’Ивуара была построена на харизме лидера и жестко централизована. В 1993 году в Кот-д’Ивуаре были проведены первые открытые выборы без Уфуэ-Буаньи;
- большое количество иностранцев в Кот-д’Ивуаре требовали права голоса. 26 % населения страны на тот момент была иностранного происхождения, в частности, из Буркина-Фасо, бедного соседа на севере. Многие из этих людей были гражданами Кот-д’Ивуара лишь во втором поколении, а некоторые, в частности, потомки мандинка, считали своей родиной север нынешнего Кот-д’Ивуара. Эти этнические трения жестко подавлялись правительством Уфуэ-Буаньи, но выплыли наружу после его смерти. Термин «Ivoirity», изначально придуманный Анри Конан Бедье, чтобы обозначить общую культурную самобытность всех тех, кто живёт в Кот-д’Ивуаре, стал использоваться националистическими и ксенофобскими политиками для завоевания популярности за счет разжигания этнических конфликтов;
- дискриминация по отношению к ивуарийцам буркинийского происхождения заставила соседние страны, в частности, Буркина-Фасо, опасаться массовой миграции беженцев;
- экономический спад в связи с ухудшением условий торговли между странами третьего мира и развитыми странами усугубил напряженность внутри страны;
- безработица заставила часть городского населения вернуться к полям, которые уже были заняты мигрантами.

## Рост напряженности
Первоначально насилие было направлено против иностранцев. Процветание Кот-д’Ивуара привлекало многих африканцев из Западной Африки, и к 1998 году они составляли 26 % населения, 56 % из которых были буркинийского происхождения («буркинабе»). В этой атмосфере росла расовая напряженность, политика Уфуэ-Буаньи по предоставлению гражданства буркинабе, проживавшим в Кот-д’Ивуаре, была подвергнута критике.
В 1995 году этнические конфликты переросли в беспорядки, когда буркинабе были убиты на плантациях в Табу.

### Катализатор конфликта
Катализатором конфликта стал закон, поспешно подготовленный правительством и утверждённый на референдуме непосредственно перед выборами 2000 года. Этот закон требовал, чтобы у кандидата в президенты оба родителя родились в Кот-д’Ивуаре. Это исключало из предвыборной гонки кандидата северян Алассана Уаттара. Уаттара представлял преимущественно мусульманский север, населенный в основном бедными рабочими-иммигрантами из Мали и Буркина-Фасо, работавшими на кофейных и какао плантациях.

## Начало гражданской войны (2002)
19 сентября 2002 года вследствие восстания солдат, уволенных из армии по подозрению в нелояльности властям, в стране началась гражданская война. Восставшие солдаты начали наступление на Абиджан. К полудню север страны оказался под их контролем. Главным требованием мятежников была отмена дискриминации для кандидатов в президенты и представительство северян в органах власти в Абиджане.
В первую же ночь восстания был убит бывший президент Робер Гей. Правительство заявило, что он погиб при попытке возглавить восстание, и государственное телевидение показало фотографии его тела на улице. Однако было расхожее мнение, что его тело было перемещено после смерти, и что он на самом деле был убит в своем доме вместе с пятнадцатью своими приближенными. Алассан Уаттара укрылся в посольстве Франции, а его дом был сожжен.
В бунте участвовали две организации — «Новая Сила», под руководством Роберта Геи, и «Патриотические силы» Гийом Соро. После смерти Геи НС и ПС объединились под началом Г.Соро.
Дьюла перешли на сторону повстанцев — Патриотического движения Кот-д’Ивуара (ПДКИ), а затем — «Новых сил» (Forces Nouvelles). Повстанцы объединили представителей несколько народов, включая малинке, сенуфо, лоби.
Беспорядки начались почти одновременно в большинстве крупных городов. Правительственные войска сохранили контроль над Абиджаном и югом, но повстанческие войска заняли север и обосновались в Буаке. Лоран Гбагбо обвинил Буркина-Фасо в дестабилизации обстановки в стране. После окончания войны он утверждал, что восстание было запланировано в Буркина-Фасо солдатами Кот-д’Ивуара, близкими к Гею.
В декабре 2002 года французские интервенты помогли президенту Гбагбо отразить натиск мятежников.
Силы, вовлеченные в конфликт:
- официальные правительственные силы, национальная армия (НВСКИ),
- «Молодые патриоты» — националистические группы, сформированные по инициативе Лорана Гбагбо,
- наёмники, завербованные Гбагбо, основном либерийцы, русские, белорусы и украинцы[1][3],
- «Новые силы» (НС) — северные повстанцы,
- французские вооруженные силы — войска, отправленные в рамках операции «Единорог»[бел.] и под мандатом ООН (ОООНКИ), 3000 солдат в феврале 2003 года и 4600 — в ноябре 2004 года;
- солдаты Экономического сообщества западноафриканских государств (ЭКОВАС), «Белые каски», также под мандатом ООН.

Не в последнюю очередь потому, что с самого начала повстанческая армия формировалась на основе действующих солдат, они были хорошо вооружены. Кроме того, сторонники правительства утверждали, что повстанцы были поддержаны Францией. Однако, повстанцы в ответ осудили Францию за поддержку правительства.
После того, как повстанцы перегруппировались в Буаке, они стали угрожать атаковать юг. В итоге Франция направила 2500 солдат и запросила одобрения у ООН. Франция развернула свои войска в Кот-д’Ивуаре 22 сентября. Жак Ширак заявил, что французские войска не воюют с повстанцами, а защищают своих граждан и других иностранцев, а выдвинулись в северные города, чтобы защитить иностранцев там. США предоставили французам ограниченную поддержку.
17 октября было подписано соглашение о прекращении огня, начались переговоры.
28 ноября Народное движение Кот-д’Ивуара (НДКИ) и Движение за справедливость и мир (ДСМ), два новых повстанческих движения, взяли под свой контроль города Ман и Данане, расположенные на западе страны. В ответ туда были отправлены французские войска для эвакуации иностранцев, вступившие в бой с повстанцами в районе Мана 30 ноября. Столкновения привели к гибели по меньшей мере десяти повстанцев, один французский солдат получил ранения.
Режим прекращения огня практически рухнул 6 января, когда две группы боевиков напали на французские позиции недалеко от города Дюэкуэ, ранив девять солдат, одного из них тяжело. Согласно заявлению французского представителя, французские войска отразили нападение и контратаковали, убив 30 повстанцев.

## Соглашения в Маркуси (2003—2004)
С 15 по 26 января 2003 года участники конфликта встретились в Лина-Маркуси во Франции, чтобы попытаться договориться о возвращении к миру. Стороны подписали 26 января компромиссное соглашение. Президент Гбагбо сохранял власть, а его оппоненты были приглашены в правительство примирения и получили посты министров обороны и внутренних дел. Солдаты ЭКОВАС и 4000 французских солдат были размещены между двумя сторонами, образуя демилитаризованную зону. Стороны договорились совместно работать над изменением национальной идентичности, изменением законов о гражданстве и правил землевладения, которые многими рассматривались как коренные причины конфликта.
По состоянию на 4 февраля в Абиджане состоялись анти-французские демонстрации в поддержку Лорана Гбагбо. Окончание гражданской войны было провозглашено 4 июля. Попытка путча, организованного из Франции генералом Ибраимом Кулибали, была сорвана 25 августа французской секретной службой.
ООН 27 февраля 2004 года создала UNOCI — группу войск по соблюдению мира в Кот-д’Ивуаре, в дополнение к французским войскам и войскам ЭКОВАС.
4 марта «Новые силы» приостановили своё участие в правительстве, вступив в конфликт с партией Гбагбо по поводу кандидатур на замещение высших должностей.
25 марта был организован марш мира в знак протеста против блокирования соглашений в Маркуси. Демонстрации были запрещены указом 18 марта, и против демонстрантов были брошены войска: 37 человек погибли по данным правительства, от 300 до 500 — по данным оппозиционной Демократической партии Анри Конан Бедье. Репрессии оттолкнули от правительства ряд оппозиционных партий.
Правительство национального примирения, первоначально состоявшее из 44 членов, было сокращено 6 мая до 15 человек после увольнения трех министров, среди них был Гийом Соро, политический лидер повстанцев. Это предполагало приостановку участия в национальном правительстве большинства политических движений.
Французы оказались в двусмысленном положении. Обе стороны обвиняли Францию в поддержке их оппонентов: сторонники Гбагбо — за их защиту повстанцев и стремление к примирению; повстанцы — за предотвращение захвата Абиджана. 25 июня французский солдат был убит в своем автомобиле правительственным солдатом рядом с Ямусукро.
4 июля 2003 года правительство и «Новые силы» подписали декларацию «О конце войны», признавшую авторитет президента Гбагбо и обещавшую работать над реализацией соглашения в Маркуси, а также программами демобилизации, разоружения и реинтеграции.
В 2004 году вспышки насилия и политический кризис привели к переговорам в Аккре Подписанное 30 июля 2004 года соглашение подтвердило цели соглашения в Маркуси и конкретные сроки их реализации. Однако эти сроки — конец сентября для законодательной реформы и 15 октября для разоружения повстанцев — не были выполнены сторонами.

## Возобновление боевых действий

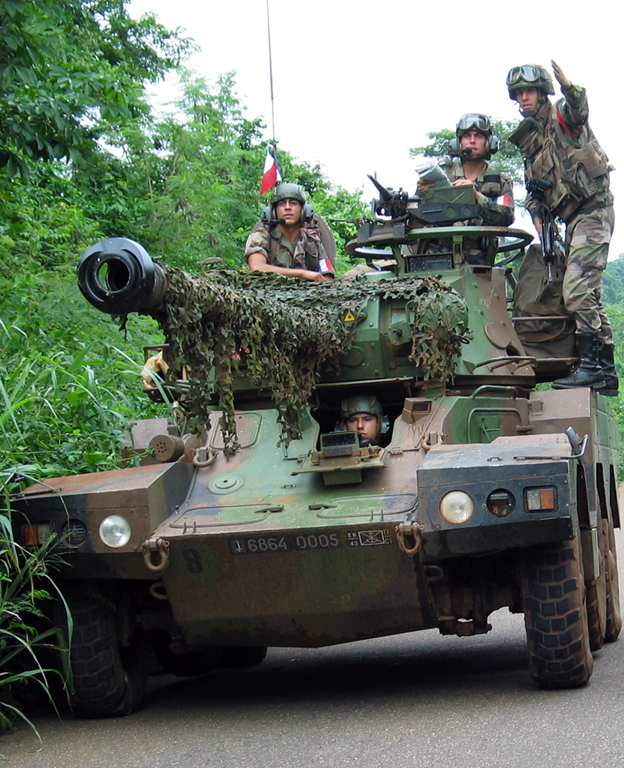
Французские солдаты в Кот-д’Ивуаре, 2003

Законопроекты, предусмотренные в процессе реализации соглашения в Маркуси, были заблокированы Национальным Собранием Кот-д’Ивуара. В итоге цензы для кандидатом в президенты не были пересмотрены, Гбагбо также заявил о своем праве на назначение премьер-министра, что противоречило соглашениям, достигнутым в Аккре. Разоружение повстанцев, которое должно было произойти через 15 дней после конституционных реформ, таким образом, не состоялось.
Гбагбо усилил цензуру, газеты, неравнодушные к северу, были закрыты, несогласные радиостанции также были ликвидированы.
11 октября миротворцы ООН открыли огонь по враждебным демонстрантам. «Новые силы» объявили 13 октября о своем отказе разоружиться, ссылаясь на крупные закупки оружия национальной армией Кот-д’Ивуара (НВСКИ). Они перехватили два грузовика НВСКИ, полные тяжелого вооружения, следовавших к демаркационной линии. 28 октября повстанцы объявили чрезвычайное положение на севере страны.

### Французско-ивуарийский конфликт
4 ноября президент Гбагбо приказал возобновить воздушные налёты по повстанцам в связи с их выходом из процесса по разоружению, и ВВС Кот-д’Ивуара начали бомбардировку Буаке. 6 ноября ивуарийский Су-25 разбомбил французскую базу в Буаке, якобы случайно, убив девять французских солдат и американского рабочего и ранив 31 человека. В ответ французские войска провели нападение на аэропорт Ямусукро, уничтожив два Су-25 и три вертолета, ещё два военных вертолета были ими сбиты над Абиджаном. Через час после нападения на лагерь французская армия установила контроль над аэропортом Абиджана и запросила подкрепления с базы в Габоне. Президент Гбагбо обвинил Францию в поддержке повстанцев
Одновременно «Молодые патриоты Абиджана» — националистическое ополчение — начали грабить имущество французских граждан. Несколько сотен человек с запада, главным образом французы, укрылись на крышах своих домов, чтобы избежать расправы, а затем были эвакуированы французскими вертолетами. Франция направила подкрепление из 600 солдат.

## Окончание конфликта (2005—2007)

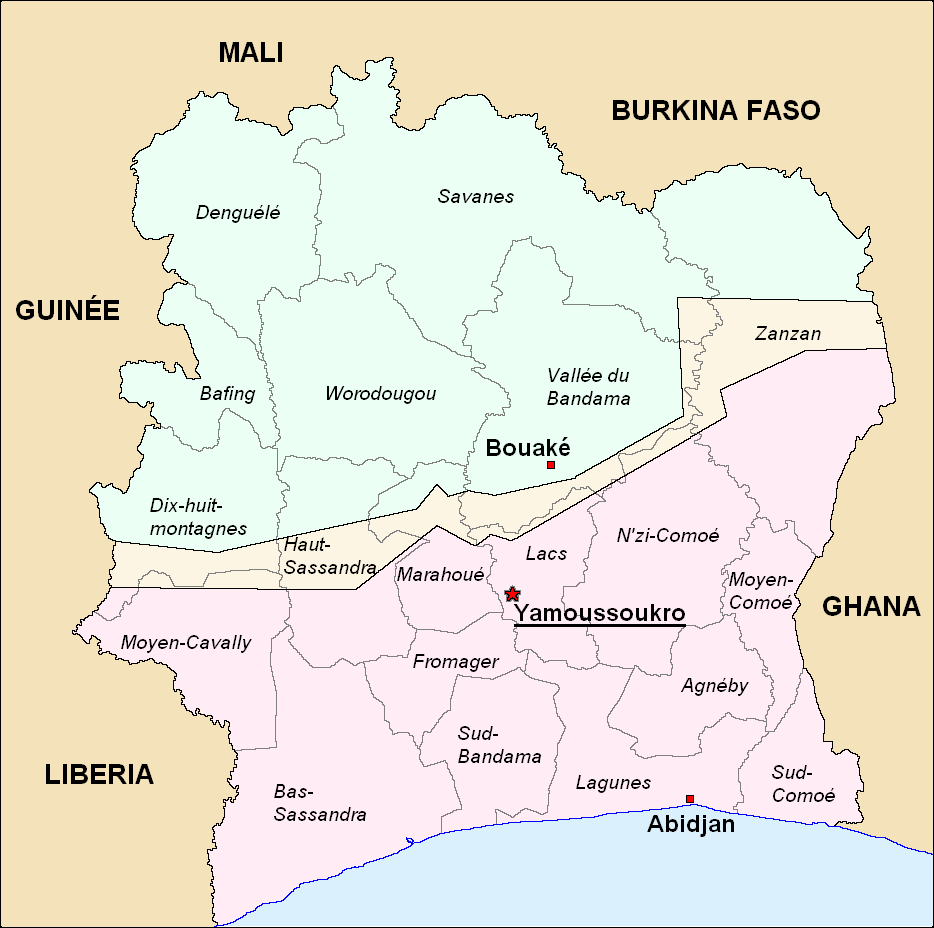
Карта с обозначением буферной зоны, установленной в 2007 году.

По состоянию на 8 ноября 2004 года европейцы, а также марокканцы, канадцы и американцы, покинули страну. 13 ноября президент Национального Собрания Кот-д’Ивуара Мамаду Кулибали заявил, что правительство не несет никакой ответственности за бомбардировку 6 ноября и объявил о своем намерении обратиться в Международный Суд, обвиняя Францию в уничтожении ВВС Кот-д’Ивуара и гибели нескольких человек. В интервью «The Washington Post» Лоран Гбагбо поставил под сомнение французские потери.
Совет Безопасности ООН 15 ноября 2004 года принял резолюцию 1572, установив эмбарго на поставки оружия воюющим сторонам.
Встреча между политическими лидерами Кот-д’Ивуара была проведена в Претории с 3 по 6 апреля 2005 года по инициативе Табо Мбеки. Подписанный меморандум заявлял о необходимости немедленного и окончательного прекращения всех военных действий и окончания войны на всей территории страны. 21 апреля повстанцы начали отводить тяжелые вооружения от линии фронта.
Президентские выборы должны были быть проведены 30 октября 2005 года, но в сентябре Генеральный секретарь ООН Кофи Аннан заявил, что запланированные выборы не могут быть проведены в срок. 11 октября 2005 года альянс оппозиционных партий Кот-д’Ивуара призвал ООН отклонить предложения Африканского союза о том, чтобы Лоран Гбагбо остался на своем посту на 12 дополнительных месяцев после окончания своего мандата. Однако Совет Безопасности одобрил продление мандата Гбагбо несколько дней спустя.
Сборная Кот-д'Ивуара по футболу помогла добиться перемирия в 2006 году, когда она выступала на Кубке мира, и убедила Гбагбо возобновить мирные переговоры. Футболисты также способствовали дальнейшему снижению напряженности между правительством и повстанцами, сыграв в 2007 году товарищеский матч в Буаке. В конце 2006 года выборы вновь были отложены, на этот раз до октября 2007 года.
4 марта 2007 года был подписан мирный договор между правительством и «Новыми силами» в Уагадугу. Лидер «Новых сил» Гийом Соро был впоследствии назначен премьер-министром и вступил в должность в начале апреля. 16 апреля в присутствии Гбагбо и Соро начался демонтаж укреплений буферной зоны ООН между двумя сторонами, и правительственные войска и бойцы НС маршировали в едином строю. Гбагбо заявил, что война закончилась.
19 мая началось разоружение проправительственного ополчения на церемонии в Гигло, на которой присутствовал Гбагбо.
Центральное правительство начало возвращать себе контроль над северными районами, так, 18 июня был назначен новый префект Буаке.
29 июня самолет Соро был обстрелян в аэропорту Буаке. Самолет был сильно поврежден, но Соро не пострадал.
Гбагбо посетил север впервые с начала войны на церемонии разоружения 30 июля. Там же присутствовал и Соро. Эта церемония сжигания оружия должна была символизировать конец конфликта. На церемонии Гбагбо заявил, что страна должна готовиться к выборам, которые были запланированы на 2008 год.
27 ноября 2007 года Гбагбо и Соро подписали ещё одно соглашение в Уагадугу, где выборы назначались на конец июня 2008 года. 28 ноября Гбагбо вылетел в Корого, а затем на родину Соро, в Феркеседугу, где задержался на три дня .
22 декабря буферная зона была окончательно ликвидирована.

## Возобновление насилия после президентских выборов
Президентские выборы, которые должны были пройти ещё в 2005 году, в итоге были вновь отложены до октября 2010 года. Предварительные результаты, объявленные избирательной комиссией, показали небольшое отставание Гбагбо от его главного соперника, бывшего премьер-министра Алассана Уаттары. Партия Гбагбо оспорила результаты выборов в Конституционный совет, обвинив оппонентов в массовых фальсификациях результатов голосования в северных департаментах, контролируемых «Новыми силами». Эти обвинения не были поддержаны международными наблюдателями.
Отчет об итогах выборов привел к серьезной напряженности и насилию. Конституционный Совет, который состоял из сторонников Гбагбо, объявил результаты голосования в семи северных департаментах незаконными и утвердил, что Гбагбо выиграл выборы с 51 % голосов (вместо победы Уаттары с 54 %, как сообщалось избирательной комиссией). После торжественной инаугурации Гбагбо Уаттара, признанный победителем в большинстве стран и Организации Объединенных Наций, организовал альтернативную инаугурацию. Эти события вызвали опасения, что гражданская война возобновится. Африканский союз направил Табо Мбеки, бывшего президента ЮАР, в качестве посредника. Совет Безопасности ООН принял резолюцию о признании Алассана Уаттары победителем выборов.
ЭКОВАС приостановил членство Кот-д’Ивуар, как и Африканский союз. 16 декабря Уаттара обратился к своим сторонникам с призывом двинуться на Абиджан, экономическую столицу страны, и захватить правительственные здания, что привело к столкновениям и жертвам. В Тьебиссу появились сообщения о боях между силами повстанцев и армией Кот-д’Ивуара.
Столкновения между сторонниками Гбагбо и повстанцами «Новых сил» произошли в западном городе Типлё 24 февраля 2011 года. Столкновения были также зарегистрированы в Абиджане, Ямусукро и вокруг Аньяма 25 февраля. К концу марта северные войска взяли Бондуку и Абенгуру на востоке, Далоа, Дюэкуэ и Ганьоа на западе и столицу Ямусукро, взяв под контроль три четверти страны. Южные силы, лояльные Гбагбо, сопротивлялись слабо.
Резолюция 1975 Совета Безопасности ООН ввела международные санкции на территории режима Лорана Гбагбо.